# Különleges földrajzi pontok listája

## Föld
- Legmagasabb pontja (tengerszint feletti magasság): Csomolungma, Himalája, Ázsia: 8848 m (6382,3 km a Föld középpontjától)
- Legmagasabb pontja (a Föld középpontjától mért legtávolabbi pont):[1] Chimborazo, Andok, Dél-Amerika: 6267 m (6384,4 km a Föld középpontjától)
- Legmélyebb pontja: Mariana-árok, Challenger-hasadék: 11 034 m
- Leghidegebb pontja: ‒89,2 °C (Antarktisz, Vosztok bázis, 1983. július 21.)[2]
- Legmelegebb pontja: +56,7 °C (Death Valley, Amerikai Egyesült Államok, 1913. július 10.)[2]
- Óceántól legtávolabb eső pont: 320 km-re nyugatra Ürümcsi városától, Hszincsiang Autonóm Körzetben, Kínában, (Dzoosotoyn Elisen-sivatag, é. sz. 46° 17′, k. h. 86° 40′46.283333°N 86.666667°E). Ez a pont körülbelül 2648 km-re van a legközelebbi parttól.
- Szárazföldtől a legtávolabb eső pont: A „legelérhetetlenebb” pont az óceánon a Nemo-pont (d. sz. 48° 52′ 36″, ny. h. 123° 23′ 36″48.876667°S 123.393333°W), a déli Csendes-óceánon található. Tőle északra, 2688 km-re a legközelebbi szárazföld a Ducie-szigetek, amely a Pitcairn-szigetek egyike, délre az antarktiszi Maher-sziget van legközelebb (Marie Byrd-föld), míg északkeletre a Húsvét-szigethez tartozó Motu Nui található. A pont körül 22 405 411 km²-nyi területen csak víz található (nagyobb terület, mint a volt Szovjetunió).
- Legnagyobb szélsebesség: 351 km/h (Antarktisz, Belgrano bázis)
- Legkisebb csapadékmennyiség: Antarktisz, éves csapadékmennyiség: 0 mm
- Legnagyobb csapadékmennyiség: Meghálaja állam, India, évi átlagos csapadékmennyiség: 12 000 mm[3]

### Földrészek legmagasabb csúcsai

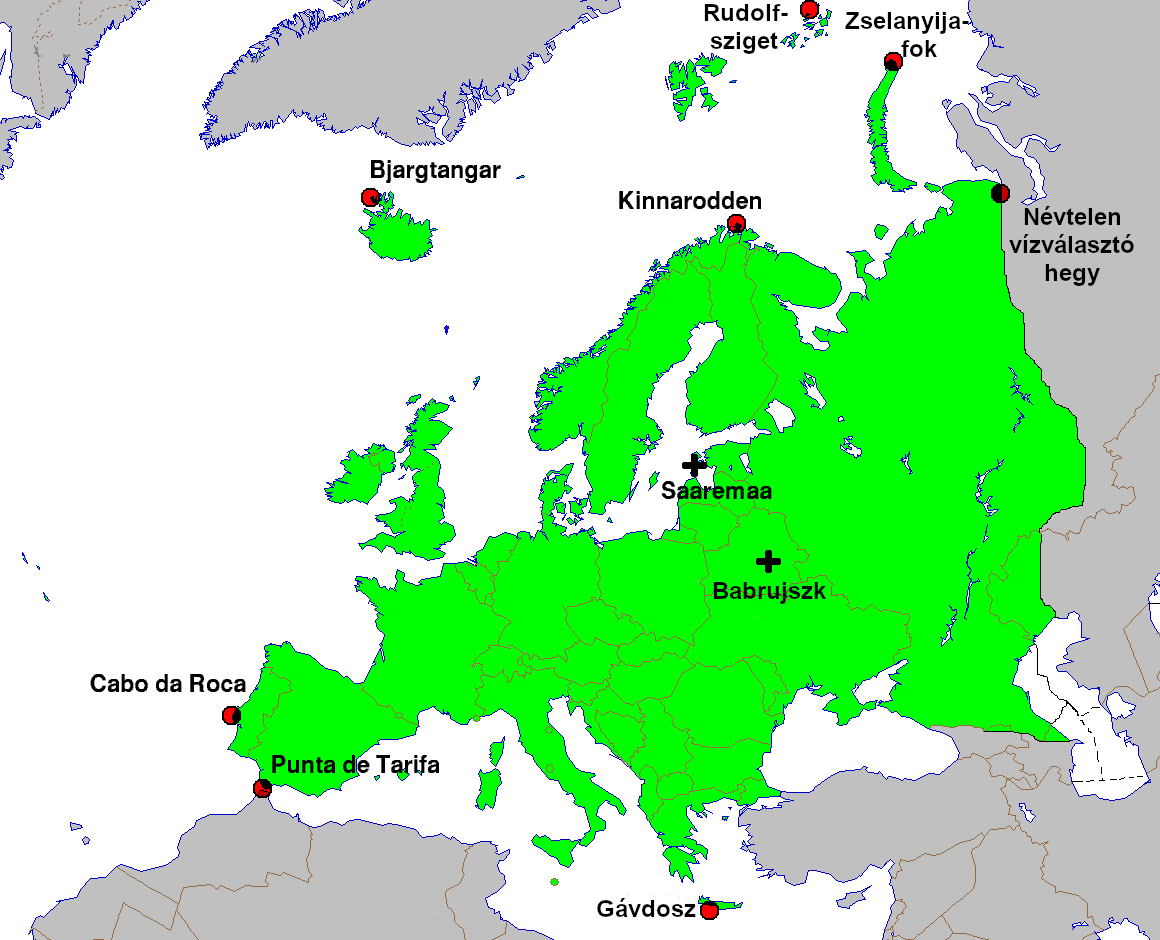
Európa szélső pontjai

- Ázsia: Csomolungma (Mount Everest, 8848 m)
- Dél-Amerika: Aconcagua (6959 m)
- Észak-Amerika: Denali (6194 m)
- Afrika: Kilimandzsáró, (5895 m)
- Európa: Elbrusz, Kaukázus (5642 m)[4] Amennyiben Európa és Ázsia között nem a Kaukázus hegység vízválasztóját tekintjük határnak, hanem attól északabbra húzzuk azt meg, akkor a Mont Blanc, Alpok (4695 m).
- Antarktisz: Vinson Massif (4897 m)
- Ausztrália: Mount Kosciuszko (2228 m), vagy Carstensz Pyramid, Óceánia (4884 m)

## Európa
- Legészakibb pont: Fligely-fok, Rudolf-sziget, Ferenc József-föld, Oroszország (é. sz. 81° 51′ 29″, k. h. 59° 05′ 30″81.858056°N 59.091667°E)
- Legdélibb pont: Gata-fok, Akrotiri-félsziget, Limassol, Ciprus (é. sz. 34° 33′ 44″, k. h. 33° 01′ 31″34.562222°N 33.025278°E). (A Kanári-szigeteket általában nem tekintik Európa szerves részének, legdélebbi pontja El Hierro szigetének déli csücske: é. sz. 27° 38′ 16″, ny. h. 17° 59′ 12″27.637778°N 17.986667°W). Amennyiben Ciprust földrajzilag inkább Ázsia részének tekintjük, akkor a legdélebbi pont a Tripiti-fok a görög Gávdosz szigetén (é. sz. 34° 48′ 03″, k. h. 24° 07′ 20″34.800833°N 24.122222°E).
- Legnyugatibb pont: Bjargtangar, Izland (é. sz. 65° 30′ 04″, ny. h. 24° 32′ 11″65.501111°N 24.536389°W) (Az Azori-szigeteket általában nem tekintik Európa részének, legnyugatibb pontja: a Flores-sziget nyugati partja é. sz. 39° 27′ 06″, ny. h. 31° 16′ 08″39.451667°N 31.268889°W)
- Legkeletibb pont: Flisszingszgkij-fok (Vlissinger-fok), Szevernij-sziget (Északi-sziget), Novaja Zemlja, Oroszország (é. sz. 76° 42′ 10″, k. h. 69° 05′ 42″76.702778°N 69.095000°E)

### Kontinentális Európa
- Legészakibb pont: Nordkinn-fok, Norvégia (é. sz. 71° 07′ 59″, k. h. 27° 39′ 16″71.133056°N 27.654444°E
- Legdélibb pont: Tarifa-fok (Punta de Tarifa), Tarifa, Spanyolország (é. sz. 36° 00′ 00″, ny. h. 5° 36′ 37″36.000000°N 5.610278°W)
- Legnyugatibb pont: Szikla-fok (Cabo da Roca), Portugália (é. sz. 38° 46′ 51″, ny. h. 9° 30′ 03″38.780833°N 9.500833°W)
- Legkeletibb pont: egy elnevezetlen 535 m magas csúcs a Sarki-Urálban, Oroszországban, koordinátái: é. sz. 68° 18′ 37″, k. h. 66° 37′ 05″68.310278°N 66.618056°E, a Bajdarata-öböltől 50 km-re délnyugatra, Vorkutától 140 km-re északkeletre található (amennyiben az Európa és Ázsia közötti határvonalat az Urál-hegység vízválasztójánál húzzuk meg)

## Ázsia
- Legmagasabb pont: Csomolungma/Mount Everest (8848 m)
- Legészakibb pont: Fligely-fok, Rudolf-sziget, Ferenc József-föld, Oroszország (é. sz. 81° 51′ 29″, k. h. 59° 05′ 30″81.858056°N 59.091667°E) (bár ez a terület felosztástól függően Európához is tartozhat)
- Legdélibb pont: Pamana-sziget déli partja, Indonézia (d. sz. 11° 00′ 33″, k. h. 122° 52′ 34″11.009167°S 122.876111°E)
- Legnyugatibb pont: Baba-fok, Törökország (é. sz. 39° 28′ 47″, k. h. 26° 03′ 48″39.479722°N 26.063333°E)
- Legkeletibb pont: Nagy Diomede keleti partja, Oroszország (é. sz. 65° 48′ 06″, ny. h. 168° 59′ 52″65.801667°N 168.997778°W, ez a sziget is már a nyugati félgömbön helyezkedik el és bár a másik, kisebb Diomede sziget még keletebbre fekszik, de az Alaszka eladásával az USA-hoz tartozik és egyben a nemzetközi dátumválasztó vonal másik oldalára esik)

### Kontinentális Ázsia
- Legészakibb pont: Cseljuszkin-fok, Tajmir-félsziget, Oroszország (é. sz. 77° 43′ 23″, k. h. 104° 15′ 27″77.723056°N 104.257500°E)
- Legdélibb pont: Piai-fok, Kukup (Szingapúr mellett), Malajzia (é. sz. 1° 15′ 56″, k. h. 103° 30′ 37″1.265556°N 103.510278°E)
- Legnyugatibb pont: Baba-fok, Törökország (é. sz. 39° 28′ 47″, k. h. 26° 03′ 48″39.479722°N 26.063333°E)
- Legkeletibb pont: Gyezsnyov-fok (Dezsnyev-fok, Keleti-fok), Csukcs-félsziget, Csukcsföld, Oroszország (é. sz. 66° 04′ 52″, ny. h. 169° 39′ 04″66.081111°N 169.651111°W)

## Afrika
- Legmagasabb pont: Kilimandzsáró (5895 m) 37°21'29.9"N 10°07'44.2"E
- Legészakibb pont: Chiens-sziget (Iles des Chiens) észak-nyugati partja, Bizerte kormányzóság, Tunézia (é. sz. 37° 21′ 30″, k. h. 10° 07′ 44″37.358333°N 10.128889°E)
- Legdélebbi pont: Tű-fok (Agulhas-fok), Nyugat-Fokföld, Dél-afrikai Köztársaság (d. sz. 34° 50′ 00″, k. h. 20° 00′ 00″34.833333°S 20.000000°E)
- Legnyugatibb pont: Santo Antão-sziget nyugati partja, Zöld-foki Köztársaság (é. sz. 17° 02′ 40″, ny. h. 25° 21′ 40″17.044444°N 25.361111°W)
- Legkeletibb pont: Rodriguez-sziget keleti partja, Mauritius (d. sz. 19° 42′ 39″, k. h. 63° 30′ 07″19.710833°S 63.501944°E)

### Kontinentális Afrika
- Legészakibb pont: Angela-fok, Ras ben Sakka, Bizerte kormányzóság, Tunézia (é. sz. 37° 20′ 50″, k. h. 9° 44′ 32″37.347222°N 9.742222°E)
- Legdélebbi pont: Tű-fok (Agulhas-fok), Nyugat-Fokföld, Dél-afrikai Köztársaság (d. sz. 34° 50′ 00″, k. h. 20° 00′ 00″34.833333°S 20.000000°E)
- Legnyugatibb pont: Almadies-fok (Pointe des Almadies), Dakar, Zöld-fok, Szenegál (é. sz. 14° 44′ 28″, ny. h. 17° 31′ 48″14.741111°N 17.530000°W)
- Legkeletibb pont: Hafun-fok, Szomáli-félsziget, Szomália (é. sz. 10° 26′ 37″, k. h. 51° 24′ 54″10.443611°N 51.415000°E)

## Észak-Amerika
- Legmagasabb pont: Denali (6194 m)
- Legészakibb pont: Kaffeklubben-sziget (Qeqertaat), Grönland (é. sz. 83° 40′, ny. h. 30° 37′83.666667°N 30.616667°W), az egész Föld legészakibb szárazföldje. Amennyiben Grönlandot (mivel az Dániához tartozik) nem tekintjük Amerika részének, akkor: Columbia-fok, Ellesmere-sziget, Nunavut, Kanada (é. sz. 83° 06′ 41″, ny. h. 69° 57′ 30″83.111389°N 69.958333°W)
- Legdélebbi pont: Kókusz-sziget déli partja, Costa Rica (é. sz. 5° 29′ 56″, ny. h. 87° 04′ 25″5.498889°N 87.073611°W)
- Legnyugatabbi pont: Wrangell-fok, Attu-sziget, Aleut-szigetek, Alaszka, Egyesült Államok (é. sz. 52° 55′ 14″, k. h. 172° 26′ 30″52.920556°N 172.441667°E
- Legkeletebbi pont: Nordostrundingen, Grönland (12°08'W) (é. sz. 81° 23′ 27″, ny. h. 11° 24′ 09″81.390833°N 11.402500°W). Amennyiben Grönlandot nem tekintjük Amerika részének, akkor: Spear-fok, Új-Fundland és Labrador, Kanada (é. sz. 47° 31′ 24″, ny. h. 52° 37′ 10″47.523333°N 52.619444°W)

### Kontinentális Észak-Amerika
- Legészakibb pont: Zenit-fok, Murchison hegyfok, Boothia-félsziget, Nunavut, Kanada (é. sz. 72° 00′ 06″, ny. h. 94° 39′ 17″72.001667°N 94.654722°W)
- Legdélebbi pont: Mariato-fok (Punta Mariato), Veraguas tartomány, Panama (é. sz. 7° 12′ 12″, ny. h. 80° 48′ 00″7.203333°N 80.800000°W)
- Legnyugatabbi pont: Prince of Wales-fok, Seward-félsziget, Alaszka, Egyesült Államok (é. sz. 65° 38′ 14″, ny. h. 168° 07′ 10″65.637222°N 168.119444°W)
- Legkeletebbi pont: St Charles-fok, Új-Fundland és Labrador, Kanada (é. sz. 52° 13′ 03″, ny. h. 55° 37′ 15″52.217500°N 55.620833°W)

## Dél-Amerika

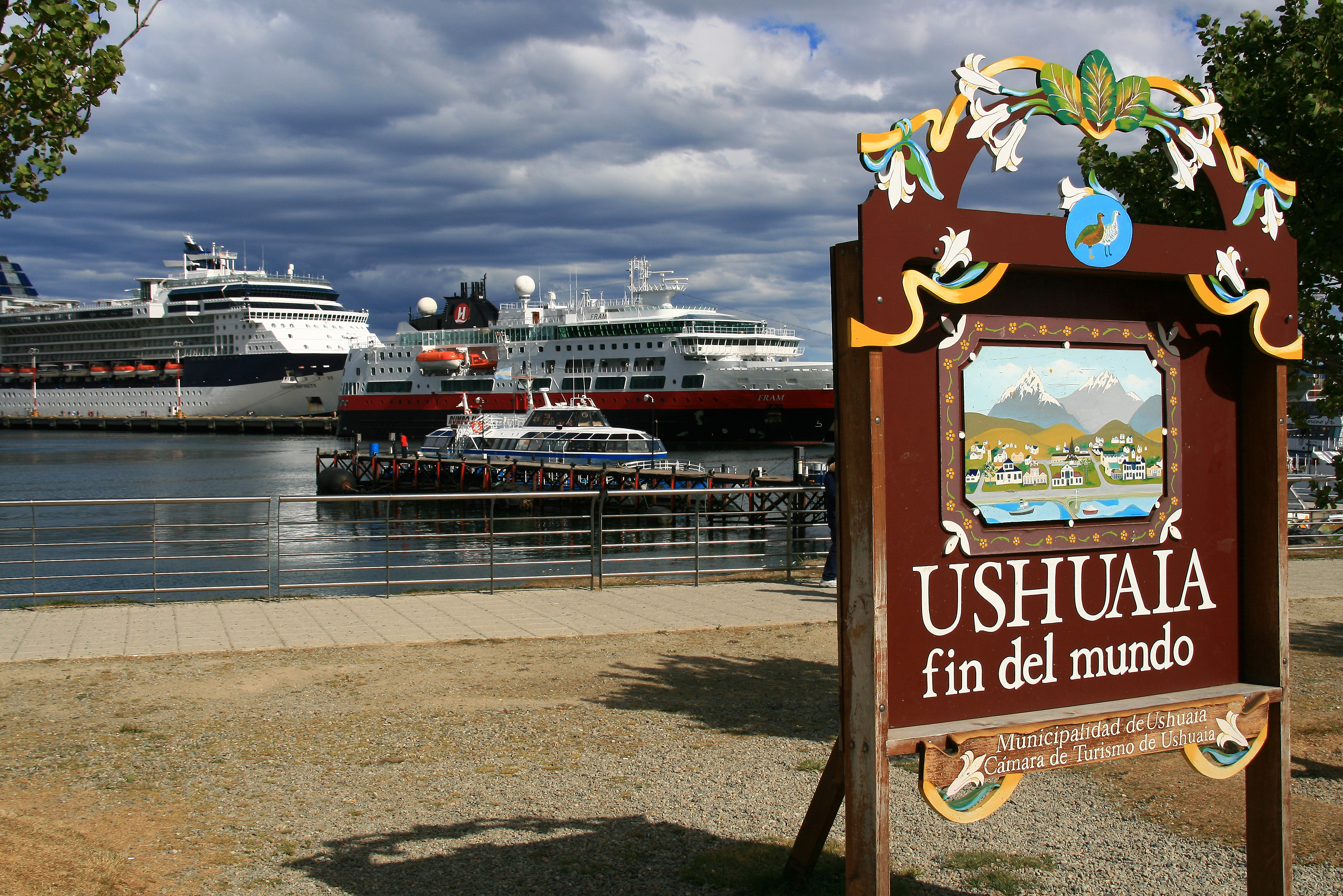
Ushuaia az argentin Tierra del Fuego tartomány fővárosa és a világ legdélebbi városa

- Legmagasabb pont: Aconcagua (6959 m)
- Legészakibb pont: Gallinas-fok, Kolumbia (é. sz. 12° 27′ 30″, ny. h. 71° 40′ 05″12.458333°N 71.668056°W). (Az ABC-szigeteket általában a karibi szigetek közé, így Észak-Amerikához sorolják, Aruba szigetének legészakibb pontja: é. sz. 12° 37′ 24″, ny. h. 70° 03′ 17″12.623333°N 70.054722°W).
- Legdélebbi pont: Thule-sziget, Déli-Georgia és Déli-Sandwich-szigetek, Egyesült Királyság (é. sz. 59° 29′ 02″, ny. h. 27° 18′ 30″59.483889°N 27.308333°W)
- Legnyugatabbi pont: Fernandina-sziget nyugati partja, Galápagos-szigetek, Ecuador (d. sz. 0° 18′ 57″, ny. h. 91° 39′ 43″0.315833°S 91.661944°W, a szigetet egy aktív vulkán alkotja, ezért partvonala változhat)
- Legkeletebbi pont: Martin Vaz-sziget keleti partja, Brazília (é. sz. 20° 28′ 32″, ny. h. 28° 50′ 52″20.475556°N 28.847778°W

### Kontinentális Dél-Amerika
- Legészakibb pont: Gallinas-fok, Kolumbia (é. sz. 12° 27′ 30″, ny. h. 71° 40′ 05″12.458333°N 71.668056°W)
- Legdélebbi pont: Froward-fok, Chile (d. sz. 53° 53′ 46″, ny. h. 71° 18′ 15″53.896111°S 71.304167°W)
- Legnyugatabbi pont: Punta Balcones (Punta Pariñas), Peru (d. sz. 4° 40′ 16″, ny. h. 81° 19′ 42″4.671111°S 81.328333°W)
- Legkeletebbi pont: Ponta do Seixas, Brazília (d. sz. 7° 09′ 18″, ny. h. 34° 47′ 35″7.155000°S 34.793056°W)

## Ausztrália és Óceánia
Legmagasabb pont: Mount Kosciuszko, Ausztrália (2228 m), illetve Carstensz Pyramid, Óceánia (4884 m)

### Kontinentális Ausztrália
- Legészakibb pont: York-fok (10°41`00"S)
- Legdélebbi pont: Wilson-fok (39°8`00"S)
- Legnyugatabbi pont: Steep-foktól (113°9'00"E)
- Legkeletebbi pont: Byron-fok-ig (153°9`00"E)

## Antarktisz
- Legmagasabb pont: Vinson Massif (4897 m)
- Legészakibb pont: Hope-öböl, Antarktiszi-félsziget, 63°23′S 57°00′W
- Legdélibb pont: Déli-sark 90°00 S
- Legmélyebb pont: Bentley Subglacial-árok: ‒2555 m. A legmélyebb pont a Földön, melyet nem borít óceán, bár ez is jéggel fedett.
- A legelérhetetlenebb pont (legtávolabb a partvonaltól): 85°50′S 65°47′E.

## Magyarország
- legnyugatibb települése: Felsőszölnök (Vas megye), (é. sz. 46° 52′ 09″, k. h. 16° 06′ 48″46.869167°N 16.113333°E)
- legkeletibb települése: Garbolc (Szabolcs-Szatmár-Bereg megye), (é. sz. 47° 57′ 12″, k. h. 22° 53′ 47″47.953333°N 22.896389°E)
- legészakibb települése: Hidvégardó (Borsod-Abaúj-Zemplén megye)[5] (legészakibb lakott településrész, ugyanakkor az országhatár legészakibb pontja: Füzérhez tartozik. é. sz. 48° 35′ 07″, k. h. 21° 26′ 23″48.585278°N 21.439722°E)[6]
- legdélibb települése: Kásád (Baranya megye) (legdélebbi lakott településrész, ugyanakkor az országhatár legdélibb pontja Beremendhez tartozik. é. sz. 45° 44′ 13″, k. h. 18° 26′ 48″45.736944°N 18.446667°E)
- legnyugatibb városa: Szentgotthárd (Vas megye)
- legkeletibb városa: Csenger (Szabolcs-Szatmár-Bereg megye)
- legészakibb városa: Gönc (Borsod-Abaúj-Zemplén megye)
- legdélibb városa: Siklós (Baranya megye)
- földrajzi középpontja: Magyarország földrajzi középpontja Természetvédelmi Terület (Pusztavacs mellett)
- legmagasabb fekvésű település: Mátraszentimre, Heves megye (810 m)
- legmagasabban fekvő város: Zirc, Veszprém megye (400 m)
- legalacsonyabb fekvésű település: Gyálarét, Csongrád megye (75,8 m)
- leghidegebb települése: Zabar (Nógrád megye), (amióta elkezdték itt a méréseket, napi minimum hőmérsékleti rekordot itt mértek legtöbbször: majd 50 alkalommal, és a leghidegebbet is: -32 °C)
- a Föld átellenes pontja (Pusztavacstól számítva): d. sz. 47° 10′ 26″, ny. h. 160° 30′ 07″47.173889°S 160.501944°W[7] (Az átellenes ponthoz legközelebbi szárazföld kb. 1245 kilométerre nyugatra található: Rangatira sziget(wd), a Chatham-szigetek egyike, ami Új-Zélandhoz tartozik.)